# Styrax officinalis
Styrax officinale és una espècie de planta de la família de les Estiracàcies que posseeix les mateixes característiques i propietats que Styrax benzoin.

## Descripció
És un arbre que arriba a mesurar fins a 10 metres d'alçada. Les seves fulles són ovals, senceres i cobertes de borrissol blanquinós. Les flors, de color blanc, es troben agrupades. El seu fruit és ovoide, mesurant un centímetre de diàmetre, el qual conté una llavor.

## Propietats
- Al fer incisions al tronc aquest secreta un líquid resinós que en assecar-se es comercialitza com encens aromàtic anomenat estorac.
- Per via interna és expectorant, desinfectant i antisèptic.
- S'utilitza per a tractar èczemes, furóncols i penellons.
- S'afegeix a la pasta de dents per a tractar afeccions bucals.

## Taxonomia
Deltaria brachyblastophora va ser descrita per Linné i publicada a Species Plantarum 1: 444, l'any 1753.

### Etimologia
- Styrax: nom genèric que deriva del nom grec clàssic utilitzat per Teofrast derivat d'un nom semític per a aquestes plantes productores de resina de la qual es recopila l'estorac (un tipus de bàlsam).[2]
- officinalis: epítet llatí que significa "planta medicinal de venda a herbaris".[3]

### Sinonímia
- Styrax officinalis var. officinalis L.
- Styrax officinale[4]